# Louis René Tulasne
Louis René Tulasme detto Edmond (Azay-le-Rideau, 12 settembre 1815 – Hyères, 22 dicembre 1885) è stato un botanico francese.
I suoi studi superiori da prima si orientarono su legge, presso l'università di Poitiers, ma in seguito riprese gli studi di botanica. Ebbe l'opportunità di fare da giovane assistente al famoso botanico Augustin de Saint-Hilaire (1779 – 1853), lo seguì in Sud America dove studiarono la flora del Brasile. Dal 1842 al 1872 lavorò come biologo presso il Museo di Storia Naturale di Parigi.
Egli è famoso per i suoi studi in micologia. La sua ricerca con l'uso del microscopio, permise di comprendere i complessi meccanismi di sviluppo e riproduzione dei funghi parassiti. Introdusse il concetto di pleomorfismo, dove varie specie di funghi mutano completamente il loro aspetto in dipendenza del substrato di crescita. Vari generi di funghi son stati dedicati al suo nome del botanico, come i generi Tulasneina e Tulasnella. Tulasne fu il primo a descrivere il ciclo di riproduzione del fungo Claviceps purpurea (chiamato anche Ergot) della segale nel 1853.
Tulasne pubblicò oltre 50 opere di carattere botanico. Alcuni dei suoi migliori lavori furono redatti in collaborazione con il fratello Charles Tulasne (1816 – 1884), tra queste l'opera Fungi hypogaei (1851) e l'opera in tre volumi Selecta fungorum carpologia (1861-64), quest'ultimo lavoro è famoso per gli stupendi particolari delle illustrazioni create dal fratello.